# Українсько-суданські відносини
Українсько-суданські відносини — відносини між Україною та Республікою Судан.
Судан визнав незалежність України 25 квітня 1992 року. Дипломатичні відносини було встановлено 4 червня 1992 року.
Права та інтереси громадян України в Судані захищає Посольство України в Єгипті. В Хартумі діє Почесне консульство України. У вересні 2013 року почало роботу Посольство Судану в Україні.

## Історія
Впродовж 2014-2020 рр. під час голосувань в рамках роботи ГА ООН делегація Судану в основному займала проросійську позицію. Судан утримувався під час голосування Резолюції ГА ООН «Агресія проти України» від 2 березня 2022 р. та Резолюції ГА ООН «Гуманітарні наслідки агресії проти України» від 24 березня 2022 р.
Під час війни в Судані 2023 року ймовірно українські сили завдавали ударів по позиціях ПВК «Вагнер», що виступили на боці заколотників.

## Торгівля
Загальний обсяг торгівлі товарами (12 місяців) і послугами (9 місяців) між Україною та Суданом у 2021 році становив 83,045 млн дол. США.
У 2022 році обсяг торгівлі товарами між Україною та Суданом склав 61,287 млн дол. США (при цьому експорт з України – 60,783 млн дол. США, імпорт в Україну – 504 тис. дол. США). Позитивне сальдо 60,279 млн дол. США.
Основні позиції українського експорту товарів до Судану (2021):
- жири та олії тваринного або рослинного походження (75,3% до загального обсягу експорту)
- зернові культури (20,0%)
- овочі (0,7%).

Основні позиції українського експорту товарів до Судану (2022):
- пшениця (64% до загального обсягу експорту)
- соняшникова олія (34%)
- дріжджі (0,5%)

Протягом  2021 року українсько-суданський обсяг торгівлі послугами склав 25,526 млн дол. США.